# Ruth Maier

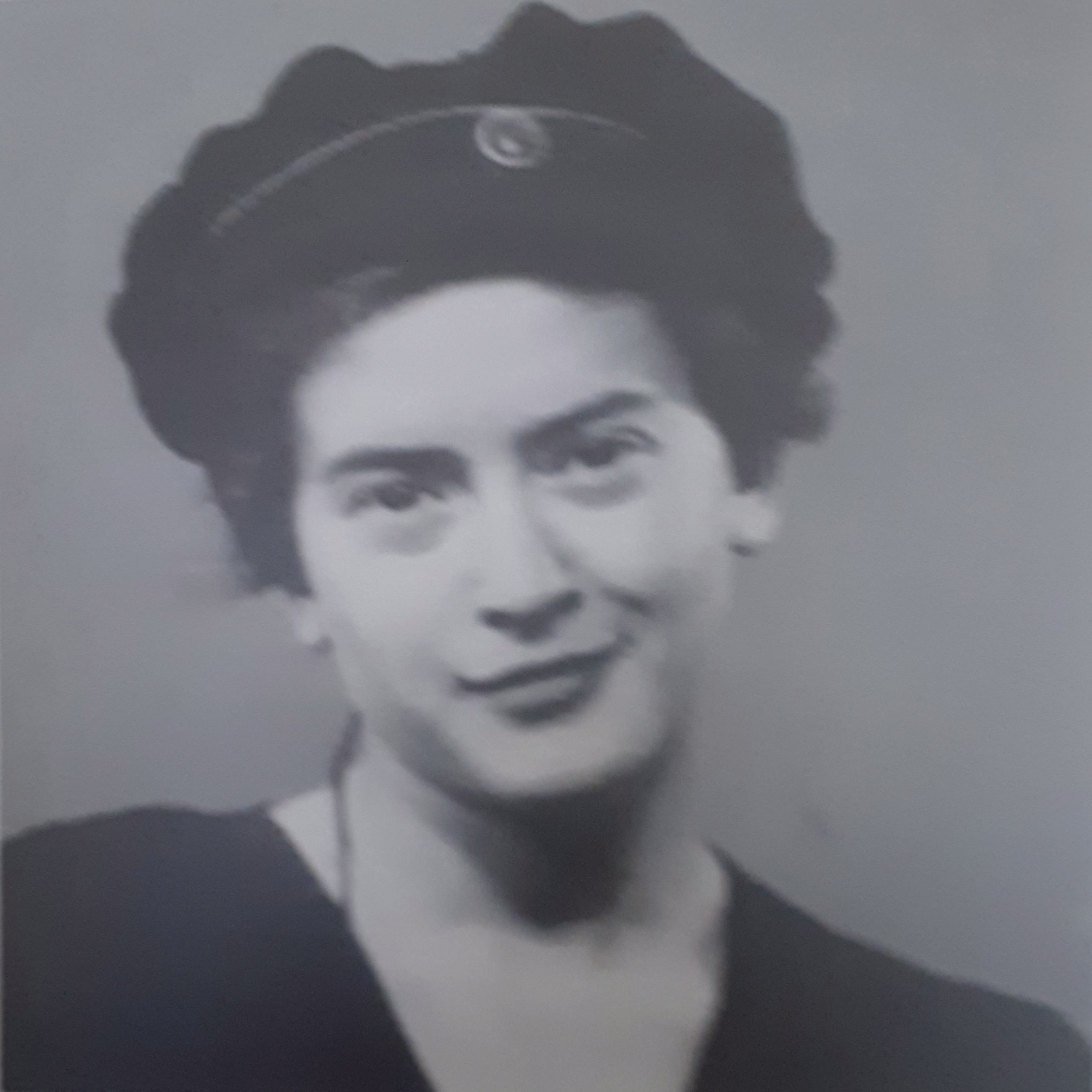
Ruth Maier

Ruth Maier (geboren am 10. November 1920 in Wien; gestorben am 1. Dezember 1942 im KZ Auschwitz) war eine österreichische jüdische Emigrantin, die in Norwegen lebte und für ihre Tagebücher bekannt ist. Sie wird auch „Anne Frank Norwegens“ oder auch die „österreichische Anne Frank“ genannt.

## Leben
Ruth Maier wurde in einer assimilierten jüdischen Familie in Wien als Tochter von Ludwig Maier (1882–1933), einem Philologen sowie Mitbegründer der österreichischen Postgewerkschaft, und seiner Frau Irma (1895–1964) geboren. Ihre Schwester Judith war eine wichtige Bezugsperson. Ihr schrieb sie viele Briefe aus Norwegen nach England, wohin Judith mit ihrer Mutter und ihrer Großmutter emigriert war.
Nach ihrer Emigration nach Norwegen im Jahr 1939 wurde Ruth Maier von einer norwegischen Gewerkschaftsfamilie aufgenommen. Obwohl sie sich schnell in die Landessprache und Lebensweise integrierte, blieb sie aufgrund der unsicheren Zukunft und des Kampfes um Aufenthaltserlaubnis und Affidavits eine Emigrantin. Sie emigrierte nicht nach England, obwohl sie ein Visum hatte. Mit dem Einmarsch der Wehrmacht in Norwegen im April 1940 wurde die Situation noch komplizierter, und der Kontakt zu ihrer Familie brach ab. In dieser Zeit erlebte sie die wachsende norwegische Widerstandsbewegung und versuchte, trotz der auch hier zunehmenden Beschränkungen gegenüber Juden ein normales Leben zu führen. Als sie später fliehen wollte, war das englische Visum abgelaufen und nicht verlängert worden. Die USA gewährten ihr trotz Intervention mehrerer Bekannter kein Visum. Im November 1942 wurde sie während einer Razzia in ihrem Wohnheim von Polizisten des Quisling-Regimes verhaftet. Ruth Maier wurde zusammen mit mehr als 500 anderen Juden inhaftiert und in das Vernichtungslager Auschwitz deportiert, wo sie im Alter von 22 Jahren ermordet wurde.
Im Herbst des Jahres 1940 begegneten sich Ruth Maier und Gunvor Hofmo zum ersten Mal. Beide hatten sich freiwillig für den Arbeitsdienst der Frauen im von Krieg und Besatzung geprägten Norwegen gemeldet. Trotz der schwierigen Bedingungen, darunter Nahrungsmittelknappheit und harte Feldarbeit, die sie gemeinsam verrichteten, fanden Maier und Hofmo in dieser Zeit unerwartete Freude und Trost. Diese Begegnung hinterließ Spuren in ihren Lebensgeschichten und wurde in den Tagebüchern von Ruth Maier festgehalten, wo sie diese besondere Verbindung inmitten der Ära des Zweiten Weltkriegs festhielt. Während dieser Zeit litt Maier oft unter der Belastung durch die angespannte Situation durch die Besetzung Norwegens durch die deutsche Wehrmacht. Sie erlitt einen Nervenzusammenbruch, und zu Beginn des Jahres 1941 wurde Maier in eine psychiatrische Klinik eingewiesen. In den sieben Wochen ihres Aufenthalts in der Klinik bekam sie regelmäßige Besuche von Gunvor Hofmo. Später bezeichnete Gunvor Hofmo Ruth Maier als ihre „Zwillingsseele“ und schrieb in einem Gedicht: „Zwillingsseelen – und einer der beiden Zwillinge starb“.
In ihrem letzten Brief, der für ihre Partnerin Gunvor Hofmo von der „Donau“ geschmuggelt wurde, schrieb sie: „Ich glaube, dass es gut so ist, wie es gekommen ist. Warum sollen wir nicht leiden, wenn so viel Leid ist? Sorg Dich nicht um mich. Ich möchte vielleicht nicht mit Dir tauschen.“ Gunvor Hofmo bewahrte die Tagebücher ihrer Freundin über 50 Jahre bis zu ihrem Tod 1995 auf.

## Tagebücher
Ihre Tagebücher, die erstmals 2007 (in Norwegen, 2008 auf Deutsch) publiziert wurden, erstrecken sich über den Zeitraum von 1933 bis 1942. Grundlage für die Veröffentlichung waren sechs Tagebücher aus dieser Zeitspanne, die sich im Nachlass der norwegischen Dichterin Gunvor Hofmo befinden, während zwei weitere von Ruth Maiers Schwester Judith Suschitzky in Großbritannien aufbewahrt wurden. Ein Teil der Tagebücher ging verloren. Der Lyriker Jan Erik Vold veröffentlichte die erhaltenen Aufzeichnungen und gab diese in einer kommentierten Ausgabe mit dem deutschsprachigen Titel Das Leben könnte gut sein heraus. Für den Zeitraum Januar 1939 bis April 1940 gibt es keine erhaltenen Tagebücher von Ruth Maier. Hier wurden Briefe an ihre Schwester aus dieser Zeit als Ersatz für die fehlenden Tagebucheinträge verwendet.
Ruth Maiers Tagebücher enthalten nicht nur persönliche Reflexionen über ihre Leidenschaft für Theater und Literatur, Liebe, Freundschaft, und ihre Suche nach Identität, sondern auch tiefgehende Einblicke in die Veränderungen in ihrem Leben während der Zeit des Nationalsozialismus. Ihr Schreibstil nimmt eine Entwicklung von der Beschreibung alltäglicher Erlebnisse ihrer Jugend bis zur plötzlich einsetzenden Verfolgung und Klassifizierung als Jüdin. Bereits in jungen Jahren interessierte sich Ruth Maier für politische Geschehnisse, von Gerichtsprozessen bis hin zum Spanischen Bürgerkrieg. Sie kritisierte den Unterricht, der die aktuellen Tagesereignisse nicht ausreichend behandelte. Maier identifizierte sich als Kommunistin und beschrieb, für eine verbesserte Welt zu kämpfen.
Zentrales Thema von Maiers Tagebüchern ist die Haltung, dass Menschen nicht allein aufgrund ihrer Herkunft verurteilt werden sollten, sondern für ihre Ideen, Taten und Kunst beurteilt werden sollten. Jürgen Zarusky vom Institut für Zeitgeschichte zitierte Ruth Maier während einer Veranstaltung im Jahr 2009: „Im November 1942 hatte sie in ihr Tagebuch geschrieben: «Einmal nimmt alles ein Ende und dann wird alles gut.»“ Den letzten Eintrag verfasste sie am 12. November 1942.
Gunvor Hofmo ist die Bewahrung der Tagebücher von Ruth Maier zu verdanken. In Hofmos Nachlass wurden diese entdeckt und zusammen mit Maiers Briefen dem norwegischen Holocaust-Zentrum übergeben. Das Ruth Maier Archiv, das neben den Tagebüchern auch Aquarelle, Zeichnungen, Fotoalben und andere Dokumente umfasst, wurde im Jahr 2014 in das Verzeichnis des Weltdokumentenerbes der UNESCO im Rahmen des Programms Memory of the World aufgenommen.

## Gedenken

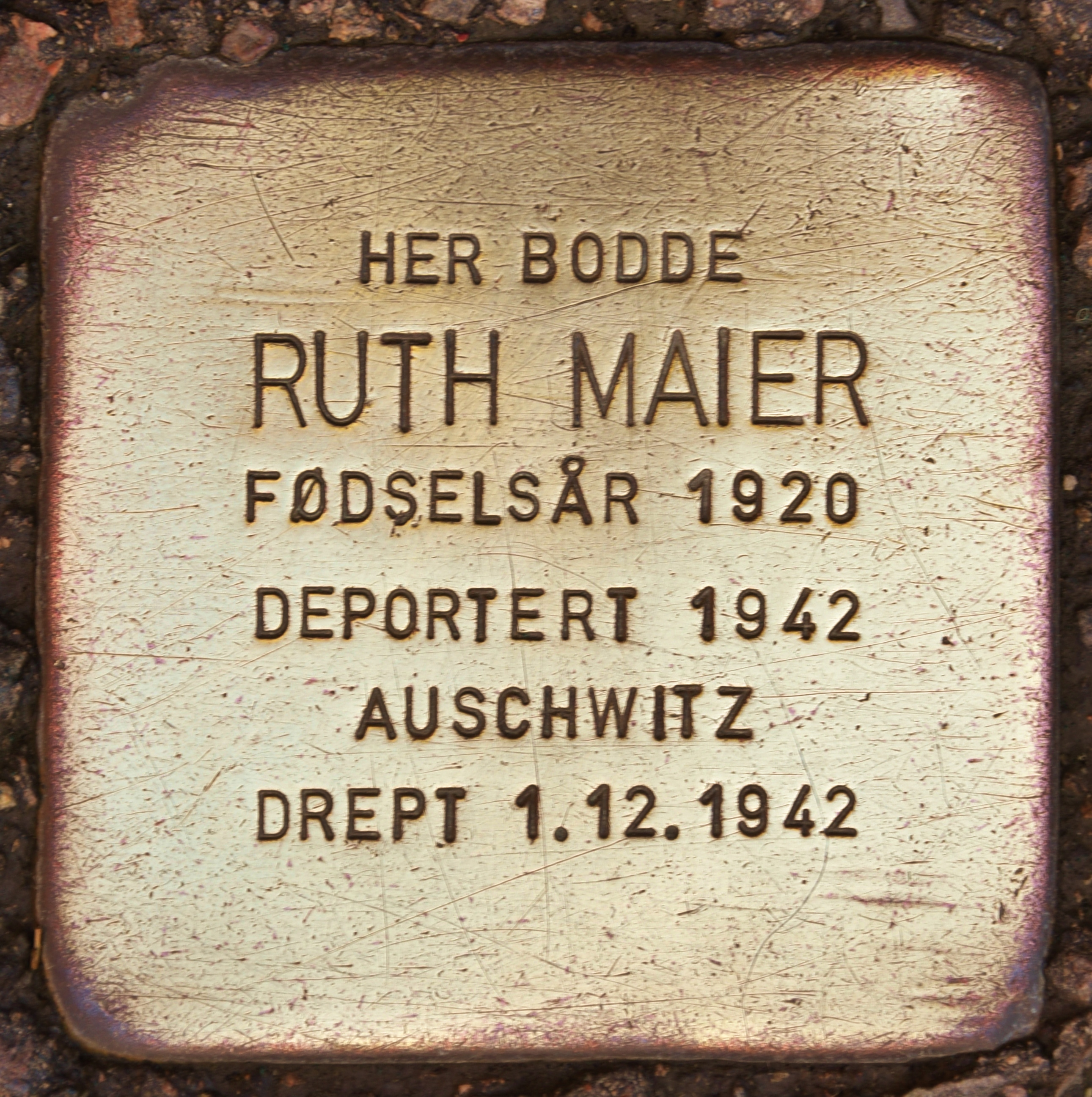
Stolperstein in Gedenken an Ruth Maier, in der Straße Dalsbergstien 3 in Oslo; die Inschrift lautet (übersetzt): „Hier lebte Ruth Maier, geboren 1920, deportiert 1942, Auschwitz, ermordet 1.12.1942“

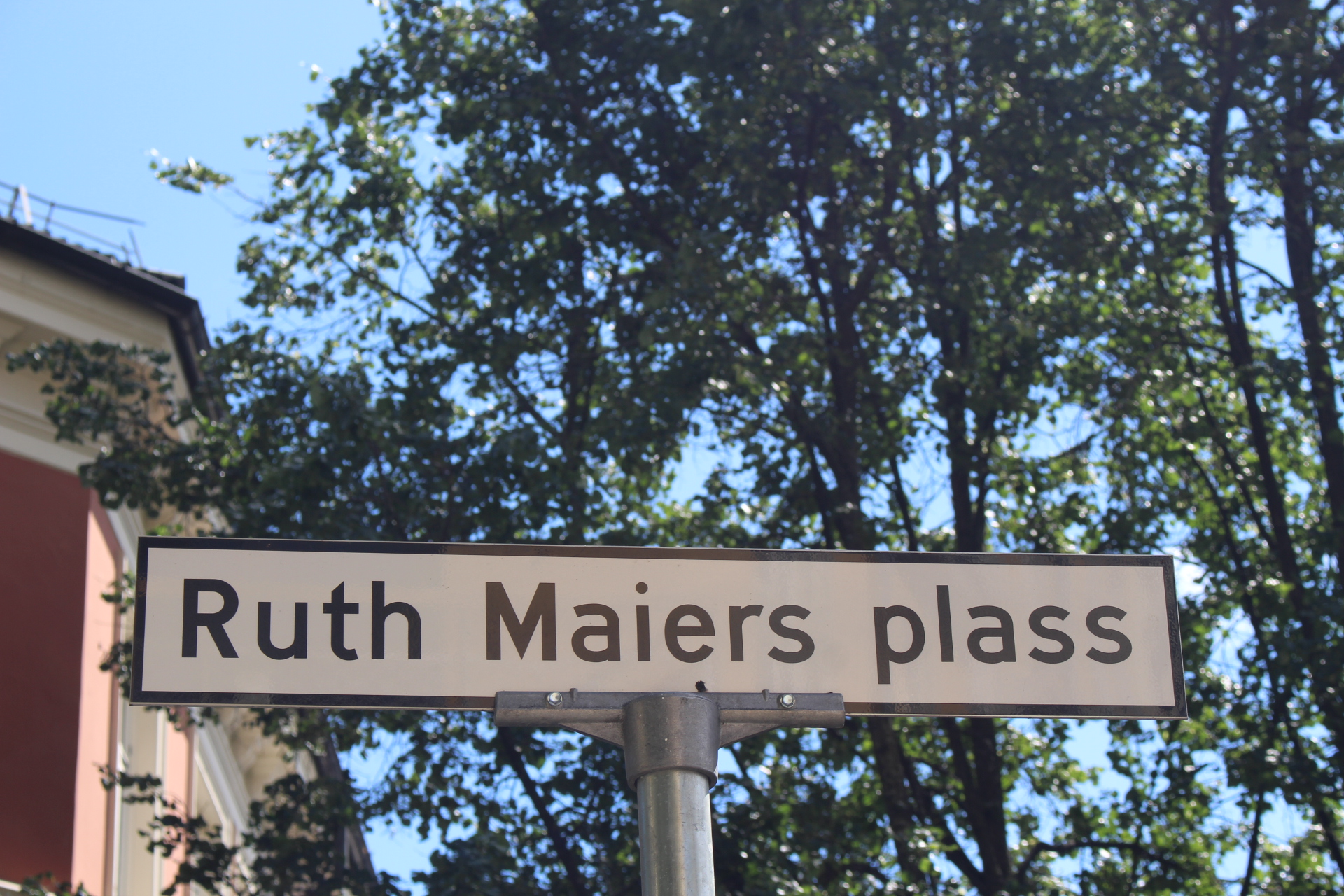
Ruth Maiers Platz in Oslo

Spuren Ruth Maiers lassen sich in Wien und in Oslo entdecken. Auf dem Döblinger Friedhof ist ihr Name auf dem Grabstein der Eltern vermerkt; in Oslo steht die Plastik Überrascht von Gustav Vigeland, für die Ruth Modell gestanden hatte. Nach Recherchen von Jan Erik Vold steht Ruth Maiers Name auch auf dem Mahnmal für jüdische Kriegsopfer auf dem Ostfriedhof und auf der Erinnerungstafel für die Gefallenen der Kunst- und Handwerksschule in Oslo. Am 30. August 2010 wurde vor der ehemaligen Pension für junge Frauen und Mädchen Englehjemmet im Osloer Dalsbergstien 3 ein Stolperstein für Ruth Maier verlegt.
Im Jahr 2014 wurden die Tagebücher der „österreichischen Anne Frank“ Teil des UNESCO-Weltdokumentenerbes.
Im Jahr 2020 wurde in Oslo ein Platz nach Ruth Maier umbenannt.
2021 wurde in Wien-Leopoldstadt der Ruth-Maier-Park nach ihr benannt.

## Film
- Ruth Maier – die Anne Frank von Österreich, Dokumentation aus der Reihe Menschen & Mächte von Robert Gokl mit Martina Ebm (2022)[11]

## Musical
Briefe von Ruth. Musical von Gisle Kverndokk (Musik) und Aksel-Otto Bull (Libretto), Uraufführung am 31. März 2023 im Stadttheater Gmunden, Regie: Markus Olzinger, Dramaturgie und Übersetzung: Elisabeth Sikora, Dirigat: Jürgen Goriup.